# 펜실베이니아 식민지
펜실베이니아 식민지(Province of Pennsylvania)는 1681년 3월 4일에 영국왕 찰스 2세가 윌리엄 펜에게 공인한 북아메리카의 식민지이다. 펜실베니아라는 이름은 윌리엄 펜 아버지의 이름으로 라틴어로 ‘숲’을 의미하는 ‘SYLVANIA’에서 유래되었으며, ‘펜의 숲’이라는 뜻이다.

## 개요
영국 왕실은 해군 영웅 윌리엄 펜 장군에게 왕실이 빚진 16,000 파운드의 부채를 상쇄하기 위해 식민지를 부여했다. 식민지의 설립은 잉글랜드에서 성장하고 있던 ‘퀘이커’가 세력을 확장하여 영국 국교회를 매우 당황하게 하는 문제를 해결하기 위한 목적도 있었다. 펜이 잉글랜드에 있는 동안 그 정부의 틀을 초안하고, 식민지 정부의 구조를 보여주며, 주민들에게 어느 정도의 권리를 약속했다.
미들 식민지(13개 식민지 중 대서양 연안 중부 지역)의 하나로서, 펜실베니아는 영주 식민지였다. 다른 영주 식민지와 달리 세금은 영국 의회에 의해 강제되었다. 식민지의 경계는 북이 북위 42도선, 남쪽이 39선, 동쪽은 델라웨어강이며, 동서의 폭은 경도 5번으로 정했다. 뉴욕 식민지, 메릴랜드 식민지(1763년 메이슨과 딕슨의 지형 측량의 메이슨 딕슨 선) 및 뉴저지 식민지와 인접했다. 네덜란드에서 빼앗은 델라웨어 식민지의 세 개의 카운티는 1682년에 요크 공에서 펜에게 양도되었지만, 1704년에 독립한 존재가 되었다. 첫 번째 주지사는 펜의 친척 인 윌리엄 마컴이었다.

## 신교의 자유
윌리엄 펜과 동료 퀘이커 교도들은 펜실베니아 정부에 종교적 가치관을 강하게 심어 주었다. 가장 급진적인 믿음은 모든 사람에 대한 종교의 자유와 원주민에 대한 공정한 취급이었다. 이 과도한 관용성은 다른 식민지 대부분 보다 이 지역의 원주민(주로 레나페족과 수스케하녹 족 )과 매우 건강한 관계를 만들었다. 이것이 필라델피아를 미국의 가장 중요한 도시로 빠르게 성장시켰고, 또한 내륙 펜실베니아 더치 컨트리는 종교나 정치적 이유로 오게 된 독일인 피난민이 비옥한 땅에서 번영하고 문화 창조의 정신을 기르도록 도왔다. 초기 집단에는 메노나이트가 있으며, 1683년에 저먼 타운을 건설했다. 1740년에 설립된 노스킬 아미쉬 개척지는 미국에서 최초로 아미쉬의 개척지가 되었다.
1737년, 원주민 레나페 족과 추가 토지 구매를 위한 정치적 친목 도모 형식의 큰 거래를 했다. 식민지 관리들은 1680년대로 거슬러 올라가, 레나페 델라웨어 족이 델라웨어 강과 리하이 강 합류 (현재 라이츠 타운 근처)하는 지점에서 시작하여 ‘한 남자가 하루 반을 도보할 수 있는 곳까지’ 토지를 매각하겠다고 약속했다고 주장했다. 그리하여 이 매입은 ‘보행 매입’이라고 불린다. 그들이 내민 것은 위조문서일 가능성이 높았지만, 레나페 족은 그것을 알지 못했다. 식민지 서기관 제임스 로건이 최대한 많은 땅을 얻기 위해, 식민지에서 가장 빨리 달릴 수 있는 사람을 알아보고 3명을 찾아서 고용하고, 식민지의 다른 구성원이 미리 개척한 땅을 구매하기 위하여 달리게 했다. 그 속도는 경이적이었으며, 1명의 주자 만해도 실제로 놀라운 70 마일(113 km)을 ‘도보’를 했다. 이것으로 펜은 현재 펜실베니아 북동부에 120만 에이커 (4,860 km2)의 땅을 손에 넣었지만, 그 넓이는 대략 로드아일랜드 주에 필적하는 넓이였다. 이 매입 지역은 현재 파이크 카운티, 몬로 카운티, 카본 카운티, 스카이루키루 카운티, 노샘프턴 카운티, 리하이 카운티와 벅스 카운티이다. 레나페 족은 이후 19년간 협약을 해제하기 위해 싸웠지만 소용이 없었다. 레나페 델라웨어 족은 샤모킨 계곡과 와이오밍 계곡에 이주를 강요했지만, 거곳에는 이미 이주한 다른 부족이 자리를 잡고 있었다.
1751년은 식민지에게 좋은 해가 되었다. 영국령 미국에서는 최초의 병원인 펜실베니아 병원과 사립 펜실베니아 대학의 전신인 필라델피아 아카데미 앤 대학이 개설되었다.
퀘이커 교도는 노예제를 반대하고 있었지만, 1730년까지 약 4,000명의 노예가 펜실베니아에 존재했다. 1780년 펜실베니아는 점차 노예제 폐지법을 제정하여 미국 식민지에서 첫 번째 노예제도를 없앴다. 1790년 인구 조사에서 흑인들의 수가 약 1만명으로 증가하고 있었다는 것을 보여주고 있으며, 그 중 약 6,300명이 자유민이었다.

## 정서
그러나 식민지가 성장하면서 식민지 개척민들과 영국군은 식민지 서부의 원주민들과 싸우게 되었다. 프렌치 인디언 전쟁이 끝나고, 폰티액 전쟁이 시작되었으며, 영국은 1763년 선언을 통해 개척민들의 애팔래치아산맥을 너머의 식민지 개척을 금지시켰다. 펜실베니아와 버지니아 식민지의 사람들은 피트 요새(현재 피츠버그 ) 주변의 비옥한 땅에 몰려 있었기 때문에, 이 선언의 영향은 컸다. 분쟁은 식민지 개척민과 원주민의 사이에서도 있었고, 식민지 개척민 내부에서도 발생하였다. 1774년, 아서 세인트 클레어 판사는 펜실베니아에 충실한 무장 개척자의 대립으로 이끈 버지니아 군 지휘관 체포를 명령했다.
펜실베니아 개척민들의 혁명에 대한 열의가 높았던 것은 이전부터 유명한 것이었고, 이 도시가 독립을 향한 최초의 공동 행동인 대륙회의의 개최 장소로 선정된 것은 당연한 것이었다. 지역에서 선출된 혁명 지지자들에 의한 1776년 펜실베니아 헌법 발의로 식민지 역사를 접고, 영국 연방주의 역사가 시작되었다.

## 같이 보기
- 독립기념관 (미국)